# Přesný jako smrt
Přesný jako smrt je krátký film z roku 1983 v hlavní roli s Rowanem Atkinsonem. Hlavní postava Bernard Fripp sice nejezdí v Mini ani s sebou nenosí plyšového medvídka, ale nějaké rysy pana Beana se zde objevují. Atkinsonova hlavní role v tomto filmu je považována za jeho filmový debut.

## Děj
Bernardu Frippovi je u lékařské prohlídky sděleno, že mu zbývá 30 minut života. Pan Fripp se snaží užít si života, než zemře. Zkouší najít smysl života, vychutnat si umělecká díla, přečíst slavný román nebo najít životní lásku.

## Obsazení
| Rowan Atkinson  | Bernard Fripp    |
| Nigel Hawthorne | Doktor Davidson  |
| Robin Bailey    | inteligentní muž |